# Municipio de Ruyle
El municipio de Ruyle (en inglés: Ruyle Township) es un municipio ubicado en el condado de Jersey en el estado estadounidense de Illinois. En el año 2010 tenía una población de 421 habitantes y una densidad poblacional de 5,75 personas por km².

## Geografía
El municipio de Ruyle se encuentra ubicado en las coordenadas 39°12′46″N 90°11′34″O / 39.21278, -90.19278. Según la Oficina del Censo de los Estados Unidos, el municipio tiene una superficie total de 73.16 km², de la cual 73,13 km² corresponden a tierra firme y (0,04 %) 0,03 km² es agua.

## Demografía
Según el censo de 2010, había 421 personas residiendo en el municipio de Ruyle. La densidad de población era de 5,75 hab./km². De los 421 habitantes, el municipio de Ruyle estaba compuesto por el 98,81 % blancos, el 0,48 % eran afroamericanos, el 0,24 % eran asiáticos y el 0,48 % eran de una mezcla de razas. Del total de la población el 0 % eran hispanos o latinos de cualquier raza.